# Кадастр биотопов Северного Рейна-Вестфалии

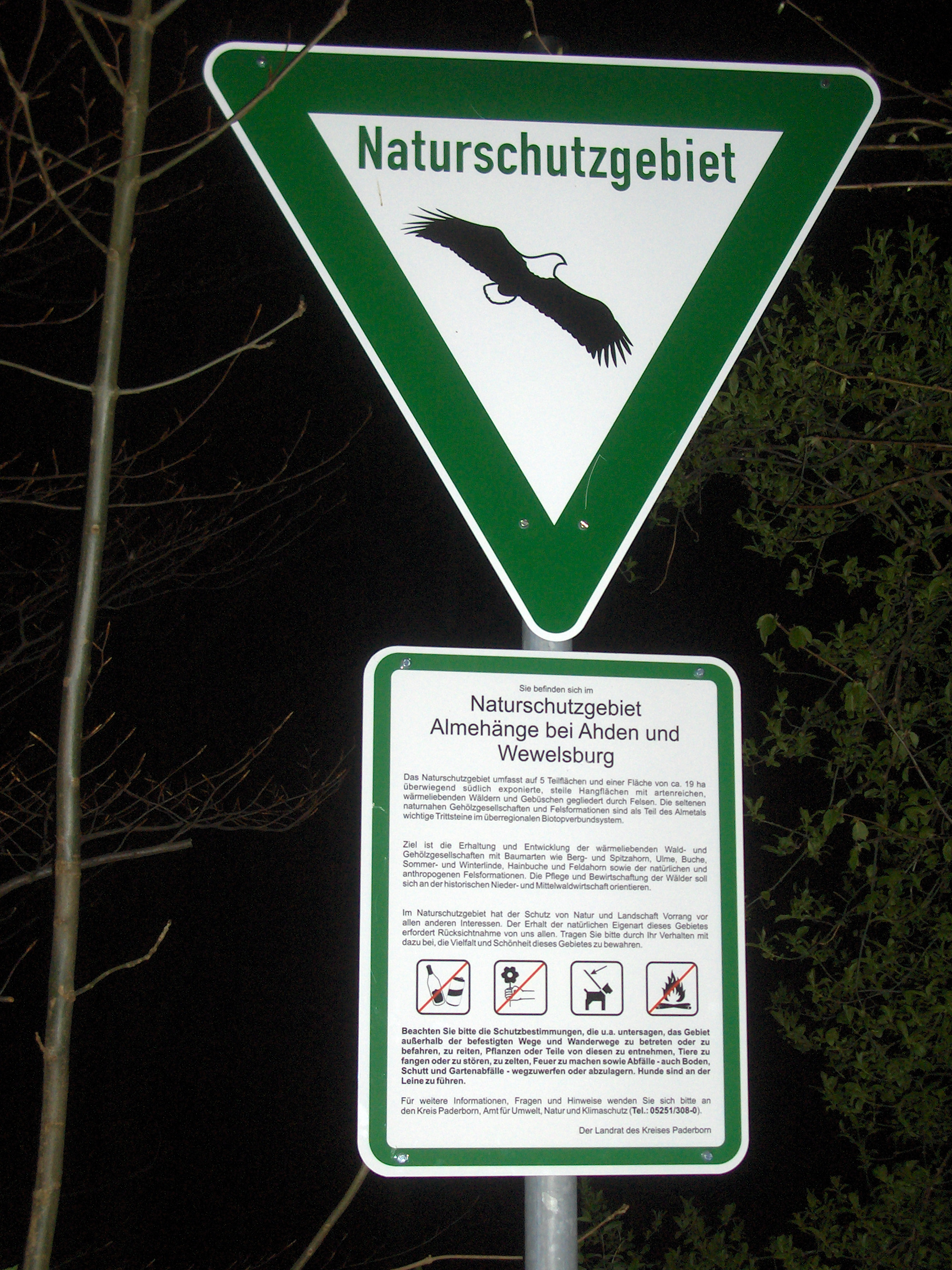
Знак природоохранной территории, принятый в Северном Рейне-Вестфалии

Кадастр (реестр) биотопов земли Северный Рейн-Вестфалия (нем. Biotopkataster Nordrhein-Westfalen, коротко BK NRW) — проект природоохранной организации LANUV NRW (Landesamt für Natur, Umwelt und Verbraucherschutz Nordrhein-Westfalen) по регистрации защищённых и достойных защиты биотопов и их фактических данных. Он существует с 1978 года.

## Законодательная основа
В базе данных земельного правительства, курирующих пять земельных округов и 54 районных и внерайонных (свободных) города земли Северный Рейн-Вестфалия можно узнать, где на их территории находятся охраняемые биотопы. Правовой основой для регистрации природоохранных объектов является §42 (раздел 2) Закона о государственной охране природы земли Северный Рейн-Вестфалия. Типы объектов определены в §30 Федерального закона об охране природы (Bundesnaturschutzgesetz) и в §42 Закона о государственной охране природы земли Северный Рейн-Вестфалия.

## Общая информация
В земле Северный Рейн-Вестфалия зарегистрировано:
- 3.279 природоохранных территорий (резерватов, заповедников) (Naturschutzgebiete) по состоянию на 1 октября 2020 года)[4]
- 1 национальный парк (Айфель)[4]
- 517 территорий, находящихся под европейским охранным статусом «Директивы по фауне, флоре и среде обитания» (зоны FFH)[5]
- 28 орнитологических заповедников с европейским статусом охраны[5]
- 29 234 охраняемых биотопов и 33 471 охраняемый биотоп с нанесёнными на карту местами обитания редких видов животных и растений[6]
- 6320 аллей вдоль дорог[7][8]